# Дональд Малколм Кемпбелл
До́нальд Ма́лколм Ке́мпбелл (англ. Donald Malcolm Campbell; 23 березня 1921 — 4 січня 1967) — британський гонщик, володар абсолютних світових рекордів швидкості на воді і на суші. Залишається єдиною людиною, яка встановила світові рекорди швидкості на суші і воді в одному році.

## Біографія
Народився 23 березня 1921 року у Кінгстоні-на-Темзі (за іншими даними у місті Райгіт) графства Суррей у сім'ї гонщика Малколма Кемпбелла та його другої дружини Дороті Евелін Віттолл.
У дитинстві Дональд відвідував школу Св. Петра у місті Сіфорд. На початку Другої світової війни він добровільно зголосився до Королівських повітряних сил, але не зміг служити через захворювання ревматичною лихоманкою (ревматизм суглобів). Тоді він приєднався до компанії Briggs Motor Bodies Ltd. у місті Вест Террок, де став працювати інженером з технічного обслуговування. Згодом він став акціонером невеликої інжинірингової компанії Kine engineering, що займалась виробництвом верстатів. Після смерті батька він проявив інтерес до перегонів на воді і суходолом.

### Здобутки у перегонах

#### На воді
Дональд зробив спроби встановити рекорди швидкості влітку 1949 року, використовуючи старий перегоновий човен свого батька — Blue Bird K4, дещо змінивши його назву на Bluebird K4. Його перші здобутки були не надто вражаючими, хоча він близько підійшов до чинного рекорду свого батька. Подальші випробування його команда продовжила на озері Коністон-Вотер у 1950 році, коли американець Стенлі Сейрес підняв рекорд швидкості на воді до 257 км/год. Взимку 1950/1951 років Bluebird K4 було модифіковано, і у вересні 1951 року Кемпбелл розігнав свій апарат до 270 км/год що, однак, це привело до руйнування човна.

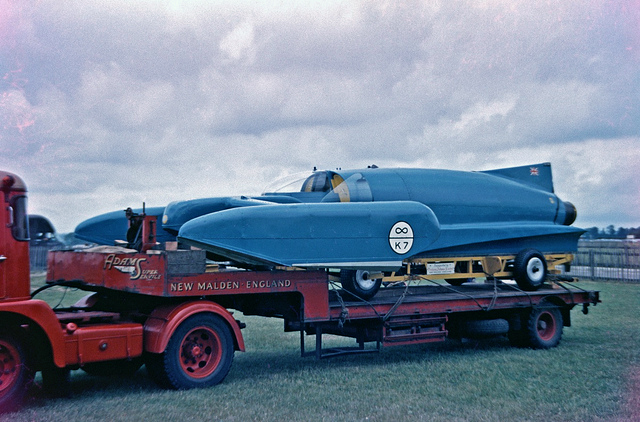
Bluebird K7 у 1960 році

Стенлі Сейрес наступного року підняв рекорд до 286 км/год. У цей час інший британський потенційний претендент на рекордні показники швидкості на воді — Джон Кобб розробив турбореактивний гідроплан Crusader і розпочав випробування на озері Лох-Несс восени 1952 року. Кобб трагічно загинув під час випробувань, Кемпбелл був спустошений втратою колеги, але все одно вирішив повернути рекорд швидкості Великій Британії, побудувавши новий гідроплан.
На початку 1953 року він почав розробку власного вдосконаленого суцільнометалевого гідроплану Bluebird K7 з реактивним двигуном, щоб кинути виклик рекорду, який належав на той момент американцям. І в період з липня 1955 по грудень 1964 він встановив сім світових рекордів швидкості на воді, останній з яких становив 444,71 км/год (276,33 миль за годину).

#### На суші
Після встановлення рекордів швидкості на воді, Дональд Кемпбелл вирішив повторити свій успіх на суші та почав будувати для цього у 1956 році новий автомобіль. Маючи за мету створити автомобіль, який продемонстрував би досягнення британських інженерів, він залучив до цього проекту відомі компанії: Dunlop, BP, Lucas Automotive, Smiths Industries, Rubery Owen та багато інших. Врешті-решт його дітище — машина Bluebird-Proteus CN7 — була розроблена для досягнення швидкості 475—500 миль за годину й побудована до весни 1960 року.

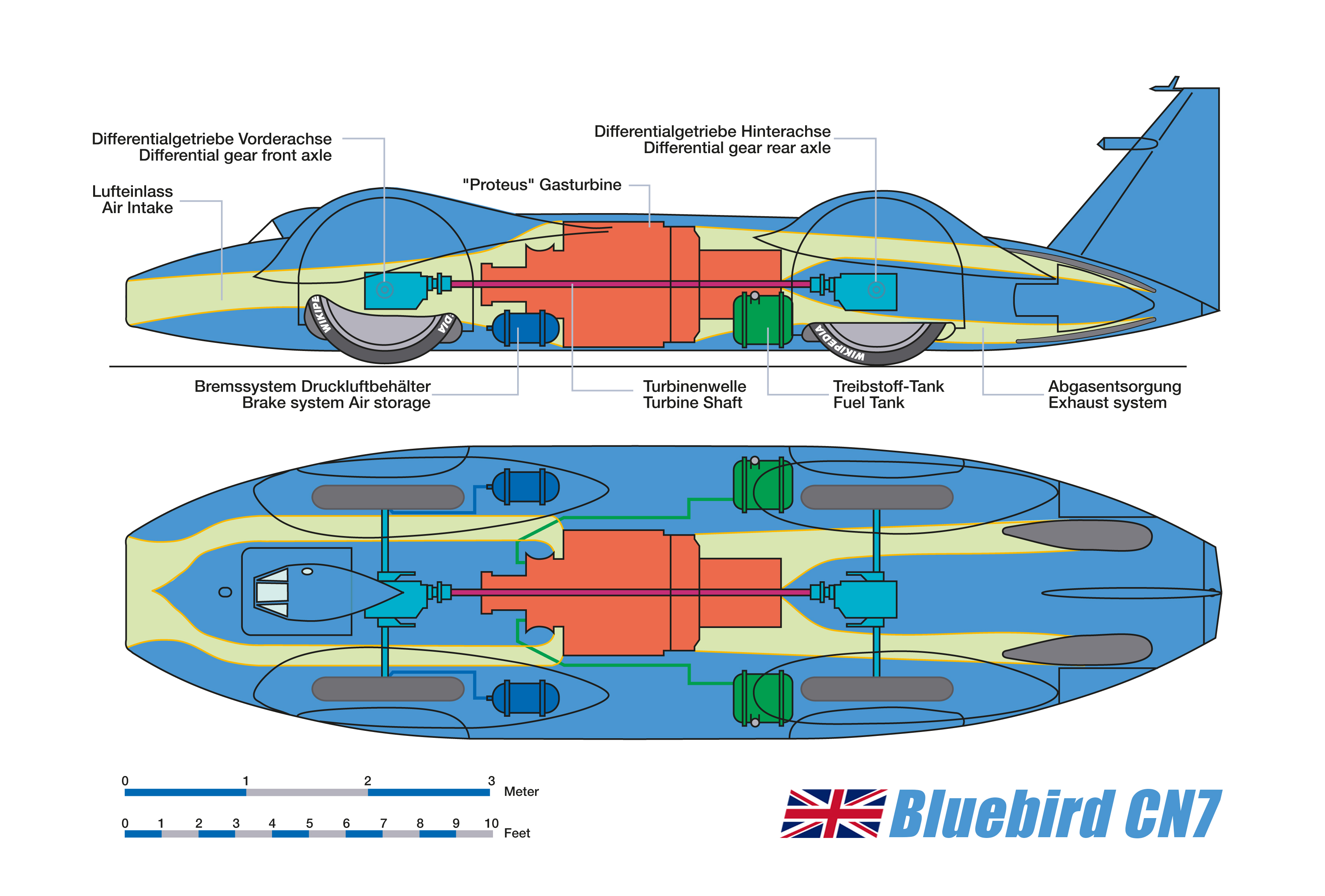
Конструкція рекордового автомобіля Bluebird CN7

Після випробувань на малій швидкості, проведених на автодромі Гудвуд у Сассексі, в липні Кемпбелл доставив CN7 на соляні рівнини озера Бонневіль (штат Юта, США), де відбувся останній тріумф його батька у вересні 1935 року. Випробування спочатку пройшли успішно, але в шостому заїзді Кемпбелл втратив контроль над автомобілем на швидкості понад 360 миль на годину та зазнав аварії. Лише конструкція машини врятувала йому життя, хоча його було госпіталізовано з травмою черепа та розривом барабанної перетинки. Компанія Rubery Owen запропонувала відновити автомобіль і Дональд вирішив продовжити випробування, щоб потім піти у відставку як безперечний чемпіон швидкості, ставши гідним наступником свого батька.
Кемпбелл не повернувся до Юти, бо мав відчуття, що траса в Бонневіллі є надто короткою для рекордного заїзду, а соляна поверхня незадовільною. Після довгих пошуків було обрано озеро Ейр (Південна Австралія), де можна було вибрати трасу завдовжки 32 км. До літа 1962 року Bluebird CN7 було відновлено і наприкінці року відправлено до Австралії для нової спроби встановлення рекорду. Але з початком заїздів пішли дощі, і до травня 1963 до цього багато років суха поверхня озера вкрилася водою. Заїзди було припинено. Завдання для Кемпбелла ускладнилося ще тим, що в липні 1963 року в Бонневіллі американець Крейг Брідлав розігнав свій реактивний автомобіль Spirit of America до швидкості 407,45 миль за годину (655,73 км/год). Хоча машина не відповідала правилам FIA, в очах світу Брідлав став найшвидшою людиною на суші. Дональд Кемпбелл повернувся до Австралії у березні 1964 року, але поверхня сохла повільно і лише у липні 1964 року він зміг показати пристойні швидкості. 17 липня він зробив два заїзди ще по вологій трасі, встановивши новий рекорд швидкості на суші — 403,10 милі за годину (648,73 км/год).

#### Знову на воді
Тепер Кемпбелл планував ще раз побити рекорд швидкості на воді з Bluebird K7 і зробити те, чого прагнув багато років — встановити рекорди на суші та воді в одному році. Це йому вдалося в останній день 1964 року на озері Дамблюнг поблизу Перта (Західна Австралія), достягнувши швидкості у 276,33 миль/год (444,71 км/год). Отже він став першою і єдиною на сьогодні людиною, яка встановила рекорди швидкості на суші і на воді в одному році.
Бачачи, що використання реактивних двигунів може суттєво збільшити швидкість, він приступив до розробки нового гідроплану Bluebird Mach 1.1 для встановлення надзвукового рекорду швидкості на воді. Bluebird Mach 1.1 був відносно компактним рішенням з простим дизайном і оснащений двома реактивними двигунами «Bristol Siddeley BS.605», розробленими для військових літаків. Навесні 1966 року Кемпбелл вирішив приступити до встановлення рекорду, його метою були 300 миль за годину (480 км/год), для чого Bluebird K7 був оснащений легшими і потужнішими модифікаціями двигунів Bristol Siddeley Orpheus від реактивного літака Folland Gnat. Модифікований гідроплан був доставлений на Коністон-Вотер на початку листопада 1966 року, але випробування не увінчалися успіхом через погану погоду, через яку в повітрозабірники, а потім у двигун потрапило багато сміття. До середини грудня було зроблено ще декілька швидкісних заїздів на швидкостях, що перевищували 250 миль за годину (400 км/год), але все це було нижче від рекорду Кемпбелла. До кінця грудня, після модифікацій паливної системи та заміни паливного насоса, Кемпбелл очікував кращої погоди, щоб зробити нову спробу встановлення рекорду.

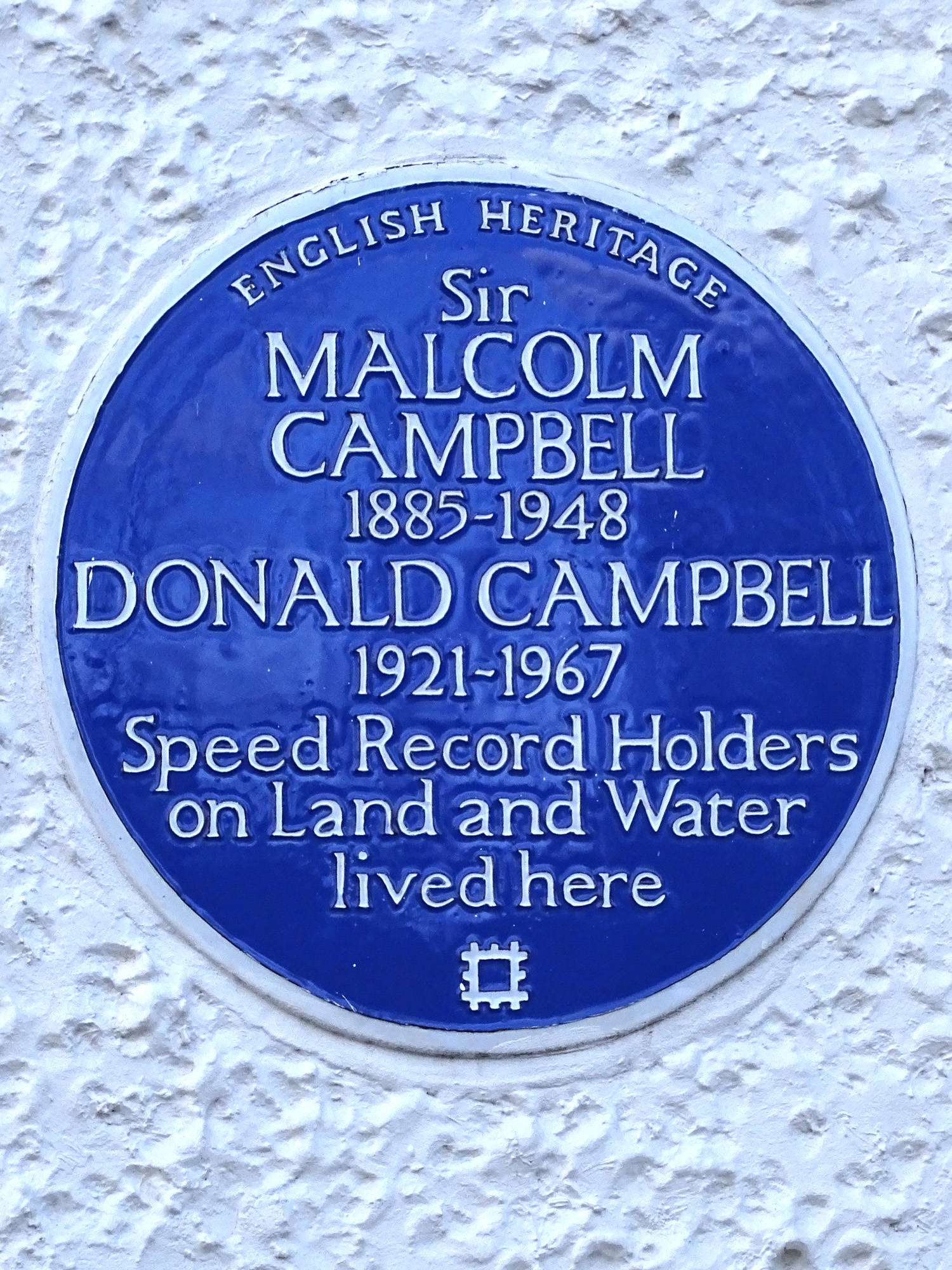
Синя табличка на честь Дональда Кемпбелла та його батька Малколма

4 січня 1967 року погодні умови нарешті стали придатними для проведення заїзду. Випробування почалися вранці, і у першому заїзді Кемпбелл проїхав зі швидкістю близько 459 км/год. Другий заїзд проходив із ще більшою швидкістю, що сягала до 480 км/год, але через сильний порив вітру, (за іншою версією — через хвилю, підняту під час попереднього заїзду) катер злетів над водою і вибухнув. Рятувальники швидко прибули на місце катастрофи, але їм не вдалося виявити ані тіла гонщика, ані залишків його одягу.
Лише навесні 2001 року професійний дайвер Білл Сміт (англ. Bill Smith) виявив затонулий гідроплан, який було піднято 8 березня 2001 року. Через два місяці — 28 травня 2001 року — знайшли і підняли тіло Дональда Кемпбелла. Його поховали 12 вересня 2001 року на березі озера Коністон-Вотер на цвинтарі Coniston Graveyard містечка Коністон. На похоронах були присутні члени сім'ї Кемпбелла, а також члени його колишньої команди та шанувальники. Стів Гоґарт, соліст гурту Marillion, виконав на честь видатного гонщика присвячену йому пісню «Out of This World».

### Особисте життя
Дональд Кемпбелл, як і його батько, був одружений тричі:
- з Дафною Гарві (Daphne Harvey) у 1945 року, від неї дочка — Джорджина Кемпбелл (Georgina Campbell, нар. 1946);
- з Дороті Мак-Кегг (Dorothy McKegg) у 1952 році;
- з Тоні Берн (Tonia Bern) у 1958 році і до кінця його життя.